# تام ماری (قایقران روئینگ اهل نیوزیلند)
تام ماری (انگلیسی: Tom Murray؛ زادهٔ ۵ آوریل ۱۹۹۴) قایقران روئینگ اهل نیوزیلند است.
وی در مسابقات کشوری و بین‌المللی در مجموع برندهٔ ۱ مدال نقره، ۱ مدال برنز شده‌است.